# 关键词广告
关键词广告是一种文字链接型网络广告，当用户以某关键词在搜索引擎上进行搜索时，在结果页面的固定位置会出现与该关键词相关的广告链接。